# Touques, Calvados
Touques là một xã trong tỉnh Calvados, thuộc vùng Normandie của nước Pháp, có dân số là 3500 người (thời điểm 1999). Sông Touques chảy qua trị trấn này.

## Nhân khẩu học
| 1962  | 1968  | 1975  | 1982  | 1990  | 1999  |
| ----- | ----- | ----- | ----- | ----- | ----- |
| 1 469 | 1 587 | 1 561 | 2 237 | 3 070 | 3 500 |

## Các thành phố kết nghĩa
- Sankt Andreasberg Đức